# Amelanchier arborea
Amelanchier arborea es una especie de Rosaceae originaria de Norteamérica desde el norte de la Costa del Golfo a Thunder Bay en Ontario y Lake St. John en Quebec, hasta Texas y Minnesota.

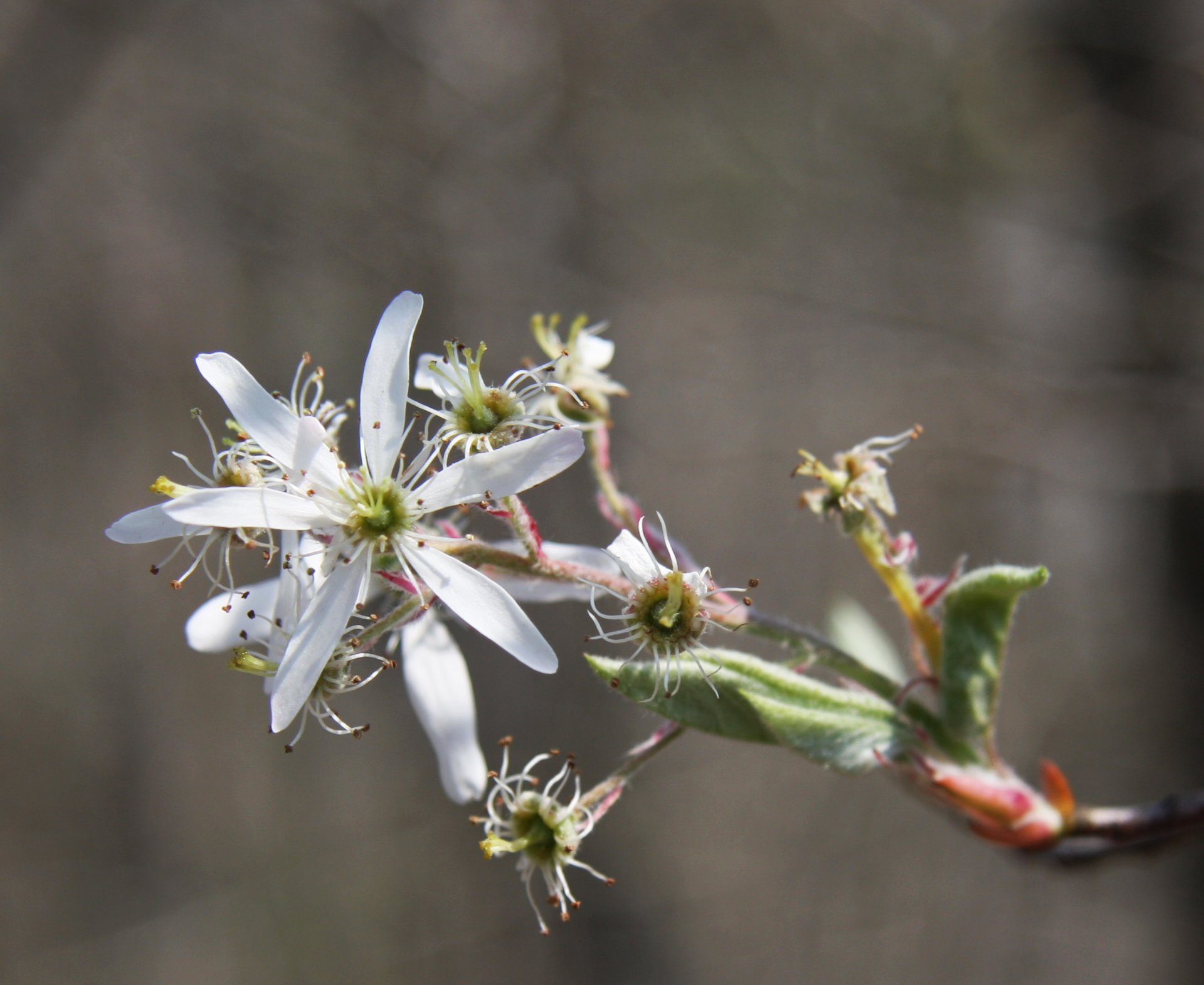
Detalle de la flor

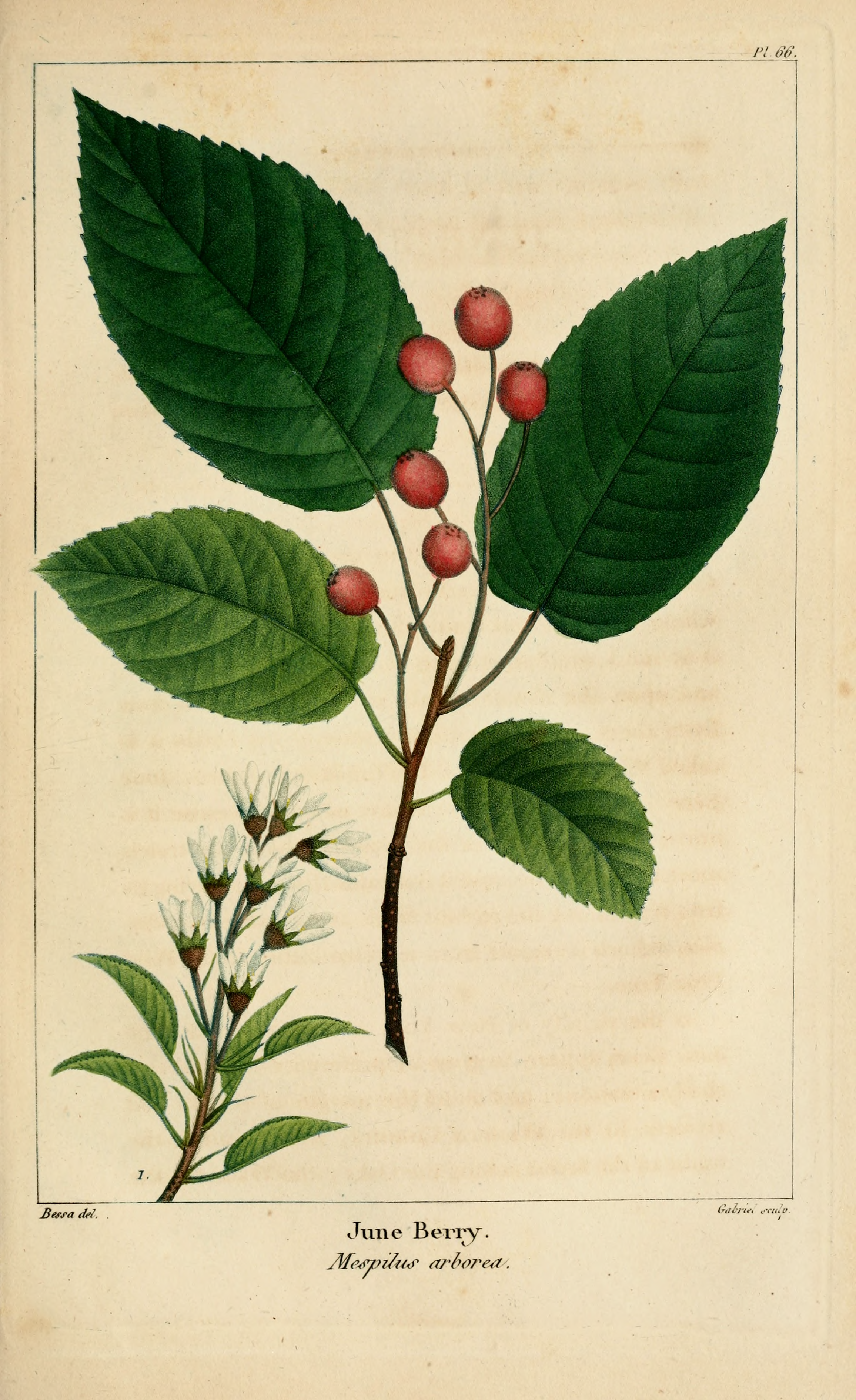
Ilustración

## Descripción
Amelanchier arborea alcanza un tamaño de 5-12 m de altura. En ocasiones, puede crecer hasta 20 m de altura y llegar al estrato superior. El tronco puede ser de hasta 15 cm de diámetro (raramente a 40 cm de diámetro). La corteza es lisa y gris. Las hojas son ovadas o elípticas, de 4-8 cm (raramente 10 cm) de largo y 2.5-4 cm, con puntas y márgenes finamente aserrados. Una característica útil para la identificación es que las hojas jóvenes emergen vellosas en la parte inferior. El color de la caída es variable, de color amarillo anaranjado a rosado o rojizo.
Tiene flores perfectas que miden 15-25 mm de diámetro, con 5 pétalos, emergiendo durante la brotación en primavera. Los pétalos son de color blanco. Las flores se producen en colgantes racimos de 3-5 cm de largo, con 4-10 flores en cada racimo. Las flores son polinizadas por abejas. El fruto es un pomo de color rojizo-púrpura, semejante a una pequeña manzana. Maduran en verano y son muy populares entre las aves.
También comúnmente se hibrida con otras especies de Amelanchier y la identificación puede ser muy difícil como resultado.

## Cultivo
Esta especie tolera diferentes niveles de luz, pero está mejor a pleno sol. Requiere un buen drenaje y circulación de aire y deben ser regadas durante la sequía. Se confunde a menudo con otras especies en el comercio de viveros. La propagación es por semillas, por divisiones y de injerto.

## Taxonomía
Amelanchier arborea fue descrita por (F.Michx.) Fernald y publicado en Rhodora 43(515): 563. 1941.
Etimología
Amelanchier: nombre genérico que deriva de amelancier, un antiguo nombre común provenzal francés aplicado a Amelanchier ovalis.
arborea: epíteto latíno que significa "con forma de árbol"
Sinonimia
- Mespilus arborea F. Michx.[2][9]